# Brian Kobilka
Brian Kent Kobilka (nascut el 30 de maig de 1955) és un Premi Nobel de Química dels Estats Units. És professor dels departments de fisiologia molecular i cel·lular a la Stanford University School of Medicine. També és el cofundador de la companyia de biotecnologia ConfometRx que se centra en els receptors acoblats a les proteïnes G (G protein-coupled receptors). És membre de la National Academy of Sciences des de 2011.

## Biografia
El Dr. Kobilka, és de religió catòlica, va assistir a la St. Mary's Grade School a Little Falls, Minnesota, part de la diòcesi catòlica de Saint Cloud. Va rebre el títol de doctor en medicina cum laude, de la Yale University School of Medicine. Kobilka treballà en recerca postdoctoral amb el seu mentor Robert Lefkowitz, a la Duke University.

## Recerca
Kobilka treballà en l'estructura i activitat del receptor acoblat de les proteïnes G i en particular determinà l'estructura molecular dels beta-2 adrenergic receptor. Aquesta feina té importància per a la teràpia amb fàrmacs. Anteriorment la rodopsina era l'únic receptor acoblat a les proteïnes G amb la seva estructura ben determinada a alta resolució.